# Nathaniel Phillips
Nathaniel Harry Phillips (Bolton, 21 maart 1997) is een Engels voetballer die speelt als centrale verdediger. Hij stroomde in 2018 door uit de jeugd van Liverpool.

## Clubcarrière
Phillips verliet in 2016 de jeugdacademie van Bolton Wanderers, een club die jarenlang in de Premier League uitkwam en die sedert enkele jaren in financiële moeilijkheden verkeert. Hij zou gaan studeren aan de Universiteit van North Carolina, maar een kans op een professionele voetbalcarrière en een jeugdcontract bij Liverpool hielden hem in Engeland en Phillips annuleerde zijn studies in de Verenigde Staten. Vanaf de zomer van 2018 maakt Phillips deel uit van de selectie van manager Jürgen Klopp , maar hij zou twee jaar moeten wachten op zijn competitiedebuut. Phillips verving op 31 oktober 2020 de Nederlandse sterkhouder Virgil van Dijk, die zeven tot acht maanden out was, tegen Everton op Anfield. Liverpool verloor de wedstrijd met 1-2.
Tijdens het seizoen 2019/20 werd Phillips door Liverpool verhuurd aan het Duitse VfB Stuttgart.

## Clubstatistieken
| Seizoen     | Club            | Competitie     | Competitie | Competitie | Competitie | Beker | Beker | Beker | Internationaal | Internationaal | Internationaal | Totaal | Totaal | Totaal |
| Seizoen     | Club            | Competitie     | Wed.       | Dlp.       | Ass.       | Wed.  | Dlp.  | Ass.  | Wed.           | Dlp.           | Ass.           | Wed.   | Dlp.   | Ass.   |
| ----------- | --------------- | -------------- | ---------- | ---------- | ---------- | ----- | ----- | ----- | -------------- | -------------- | -------------- | ------ | ------ | ------ |
| 2019/20     | Liverpool       | Premier League | 0          | 0          | 0          | 1     | 0     | 0     | —              | —              | —              | 1      | 0      | 0      |
| Club Totaal | Club Totaal     | Club Totaal    | 0          | 0          | 0          | 1     | 0     | 0     | 0              | 0              | 0              | 1      | 0      | 0      |
| 2019/20     | → VfB Stuttgart | 2.Bundesliga   | 19         | 0          | 1          | 3     | 0     | 0     | —              | —              | —              | 22     | 0      | 1      |
| Club Totaal | Club Totaal     | Club Totaal    | 19         | 0          | 1          | 3     | 0     | 0     | 0              | 0              | 0              | 22     | 0      | 1      |
| 2020/21     | Liverpool       | Premier League | 17         | 1          | 1          | 0     | 0     | 0     | 3              | 0              | 0              | 20     | 1      | 1      |
| 2021/22     | Liverpool       | Premier League | 0          | 0          | 0          | 1     | 0     | 0     | 2              | 0              | 0              | 3      | 0      | 0      |
| Club Totaal | Club Totaal     | Club Totaal    | 17         | 1          | 1          | 2     | 0     | 0     | 5              | 0              | 0              | 24     | 1      | 1      |
| 2021/22     | → Bournemouth   | Championship   | 17         | 0          | 0          | 1     | 0     | 0     | —              | —              | —              | 18     | 0      | 0      |
| Club Totaal | Club Totaal     | Club Totaal    | 17         | 0          | 0          | 1     | 0     | 0     | 0              | 0              | 0              | 18     | 0      | 0      |
| 2022/23     | Liverpool       | Premier League | 2          | 0          | 0          | 3     | 0     | 0     | 0              | 0              | 0              | 5      | 0      | 0      |
| Club Totaal | Club Totaal     | Club Totaal    | 19         | 1          | 1          | 5     | 0     | 0     | 5              | 0              | 0              | 29     | 1      | 1      |
| TOTAAL      | TOTAAL          | TOTAAL         | 55         | 1          | 2          | 9     | 0     | 0     | 5              | 0              | 0              | 69     | 1      | 2      |

- Laats bijgewerkt: 19 mei 2021